# Estadio General Pablo Rojas
Het Estadio General Pablo Rojas is een multifunctioneel stadion in Asuncion, een stad in Paraguay. Het stadion wordt vooral gebruikt voor voetbalwedstrijden, de voetbalclub Cerro Porteño maakt gebruik van dit stadion. In het stadion is plaats voor 45.000 toeschouwers. Het stadion werd in 1970 geopend. Het werd daarna nog een paar keer gerenoveerd. De naam komt van de club-president Pablo Rojas.

## Copa América
Dit stadion werd in 1999 gebruikt voor wedstrijden op de Copa América 1999. Dat toernooi werd van 29 juni tot en met 18 juli 1999 in Paraguay gespeeld. Er was 1 groepswedstrijd.
| № | Datum       | Wedstrijd          | Uitslag | Toernooi                       | Toeschouwers |
| - | ----------- | ------------------ | ------- | ------------------------------ | ------------ |
| 1 | 1 juli 1999 | Uruguay – Colombia | 0 – 1   | Copa América 1999 – groepsfase | 8.000        |